# Shah Alam
Shah Alam est une ville de Malaisie qui est, avec 584 000 habitants, la 8e ville du pays. Depuis 1978, elle est la capitale de l'État du Selangor, remplaçant dans cette fonction Kuala Lumpur qui fut détachée de cette province et érigée en territoire fédéral.

## Histoire
Shah Alam ne fut longtemps qu’une simple plantation de palmiers fournissant ses propres presses d'huile de palme. Elle était alors nommée Sungai Renggam.
Dans les années 1960, à la suite de l'exode rural en Malaisie, le gouvernement a misé sur le développement de villes nouvelles. L'expérience de Petaling Jaya avait suscité une école urbanistique dont les principes ont inspiré la construction de Sungai Renggam.
En 1963, lorsqu'il fut décidé de faire de Kuala Lumpur la capitale de la Malaisie, le gouvernement fédéral décida de développer Sungai Renggam pour la remplacer comme capitale du Selangor. Batu Tiga fut ensuite le nom donné à cette nouvelle urbanisation, avant de prendre le nom de Shah Alam.
La superficie de la ville qui fut élevée au rang de capitale de l'État de Selangor le 7 décembre 1978, couvrait jusqu'alors une surface de 41,69 km2, fut élargie ce jour-là 290,3 km2 pour les besoins du plan d'urbanisme.
En octobre 2000, le ministère du logement et le gouvernement local promurent Shah Alam au rang de cité, celle-ci remplissant les conditions nécessaires : être la capitale de son État, abriter une population dépassant les 400 000 habitants, être un centre régional pour l'administration et les affaires, et disposer d'un revenu annuel de plus de 100 millions de ringgits.

## Urbanisme

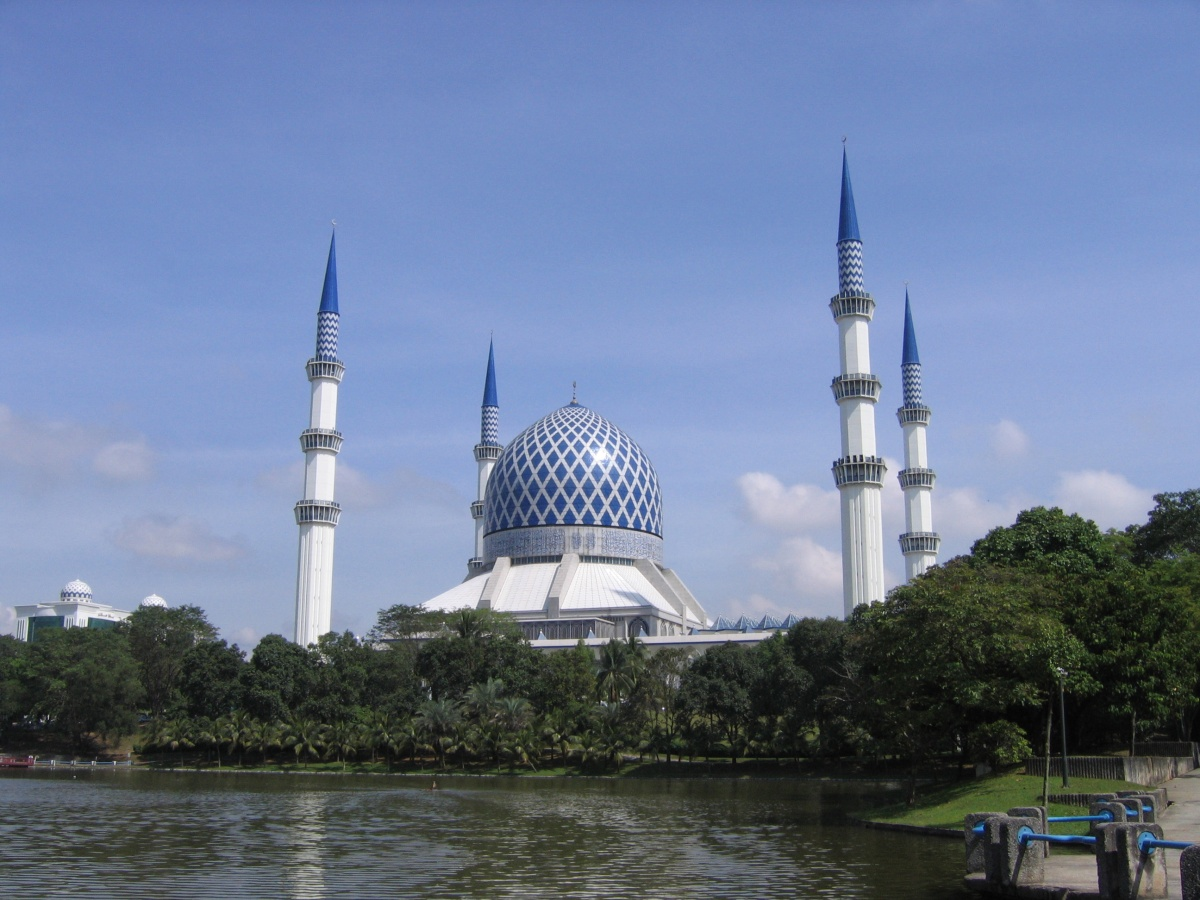
Mosquée de Shah Alam

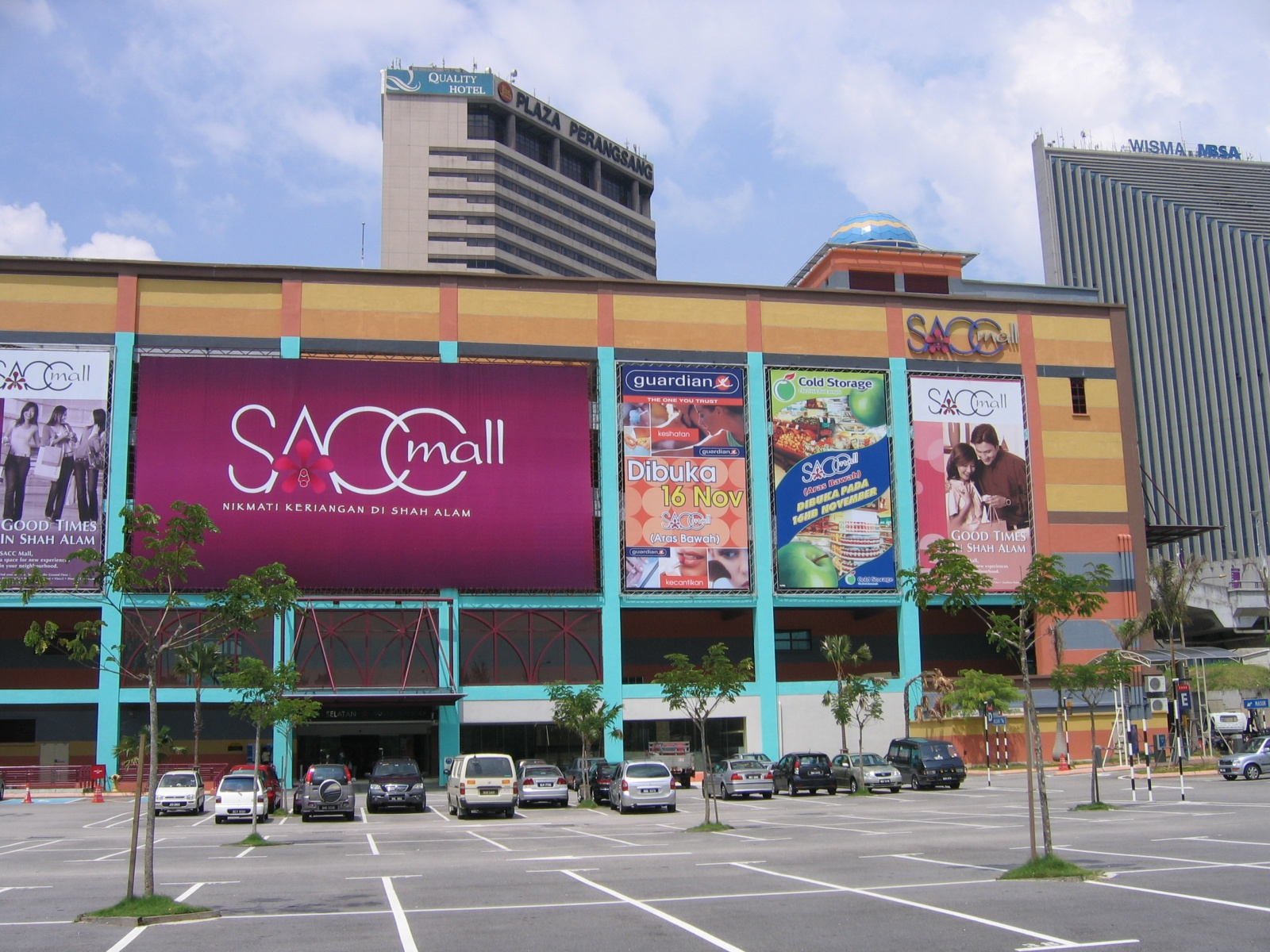
Centre commercial à Shah Alam

Comme Petaling Jaya, la ville est divisée entre zones d'habitation (essentiellement des maisons de ville contigües à un étage) et zones commerciales. Celle-ci formant le noyau de la Seksyen (section).

Le centre-ville, consiste en un ensemble administratif, et une galerie commerciale.
Le Sud de l'autoroute fédérale est dédié aux industries, tout en fournissant des sections d'habitation

## Centre administratif et industriel
- centre administratif
- usines Proton et MZ
- manufactures
- campus de l'Universiti Teknologi MARA (université)

## Autres lieux
- Stade public : 81 000 places. Non homologué, est seulement utilisé pour des rencontres de football locales. Le FC Barcelone y a joué un match amical contre la Malaisie le 10 août 2013.
- Mosquée d'Etat : connue pour son dôme imposant, et flanquée de quatre minarets.